# Garuda (film)
Pour les articles homonymes, voir Garuda (homonymie).
Pour plus de détails, voir Fiche technique et Distribution.
Garuda (ปักษาวายุ, Paksa wayu) est un film d'aventure fantastique thaïlandais réalisé par Monthon Arayangkoon, sorti le 1er avril 2004.

## Synopsis
Bangkok 2005. Pendant la construction du futur métro, la foreuse est arrêtée par une sorte de mur très dur. Aux alentours, des crânes de dinosaures sont même retrouvés. La jeune scientifique Leena et son ami Tim sont appelés sur les lieux, et se retrouvent face à un commando sur-armé qui fait exploser le mur. Derrière, une grotte millénaire, et surtout un monstre qui se réveille et attaque le groupe petit à petit.

## Fiche technique
- Titre : Garuda
- Titre original : ปักษาวายุ (Paksa wayu)
- Réalisation : Monthon Arayangkoon
- Scénario : Monthon Arayangkoon
- Production : Monthon Arayangkoon, Pawinee Wichayapongkul, Kriangkai Chetchotisak et Surachai Chetchotisak
- Musique : Monster Music Unit
- Photographie : Jiradech Samnangsanor
- Montage : Monthon Arayangkoon
- Pays d'origine : Thaïlande
- Format : Couleurs - 1,85:1 - DTS - 35 mm
- Genre : Fantastique, aventure, action
- Durée : 115 minutes
- Date de sortie : 1er avril 2004 (Thaïlande)

## Distribution
- Dan Fraser (แดเนียล บรูซ เฟรเซอร์) : Tim, ami de Leena, guide au musée de paléontologie du Sirindhorn Museum (พิพิธภัณฑ์สิรินธร)
- Sara Legge  : Leena Janvier, enseignante chercheuse en paléontologie
- Sornram Theppitak  : Commandant Toschai (tan ou taeen)
- Ken Streutker : Dr Janvier
- Peeya Wantayon  : Membre des forces spéciales
- Chalad na Songkla (ชลัฏ ณ สงขลา) : Krai
- Yani Tramod (ญาณี ตราโมท) : Wichai
- Phairote Sangwaribut (ไพโรจน์ สังวริบุตร) : Chef de taeen[2]

## Autour du film
Garuda est considéré comme le premier film Thaïlandais de monstre géant (Kaiju), par les fans du genre.
Ce film montre le métro souterrain de Bangkok (qui sera ouvert trois mois après la sortie du film en juillet 2004) avec sa foreuse pour creuser les tunnels, ses rames, ses stations et ses couloirs.
On voit dans le film Garuda, pendant plusieurs longues minutes, le célèbre musée de paléontologie Sirindhorn Museum (พิพิธภัณฑ์สิรินธร, Kalasin,Thaïlande) où sont employés Leena et Tim : dans la salle principale que fait visiter Tim aux écoliers on aperçoit un squelette presque entier d'un Phuwiangosaurus, découvert par l'équipe franco-thaïlandaise de Éric Buffetaut du CNRS et de Varavudh Sutheethorn du service géologique de Thaïlande, un grand sauropode, spinosaure herbivore quadrupède du crétacé inférieur (120 millions d'années environ).